# Sisyra palmata
Sisyra palmata is een insect uit de familie sponsvliegen (Sisyridae), die tot de orde netvleugeligen (Neuroptera) behoort. 
Sisyra palmata is voor het eerst wetenschappelijk beschreven door New in 1984.